# Mesaspis antauges
Mesaspis antauges är en ödleart som beskrevs av Cope 1866. Mesaspis antauges ingår i släktet Mesaspis och familjen kopparödlor. IUCN kategoriserar arten globalt som otillräckligt studerad. Inga underarter finns listade i Catalogue of Life.
Arten är bara känd från vulkanen Pico de Orizaba i östra Mexiko. Den hittades inte av nyare expeditioner.